# فراوكه بيتري
فراوكه بيتري (بالألمانية: Frauke Petry)، ولدت في درسدن في 1 يونيو 1975

، هي كيميائية ألمانية ورائدة أعمال سابقة، في شهر أبريل عام 2013 عُرفت بشكل رسمي كسياسية تنتمي إلى حزب البديل من أجل ألمانيا ولكنها في شهر سبتمبر عام 2017 انتقلت إلى حزب الزرق الألماني. وُلدت فراوكه بيتري باسم فراوكه ماركفاردت في الأول من شهر يونيو عام 1975 في مدينة درسدن الألمانية.
في عام 2013 أصبحت أحد المتحدثين الرسمين الثلاثة باسم حزب البديل من أجل ألمانيا إضافة لتوليها منصب رئاسة مقر الحزب في ولاية ساكسونيا في العام ذاته. تنتمي بيتري إلى الجانب القومي المحافظ في حزب البديل من أجل ألمانيا، وبعد صراع داخل الحزب على السلطة ضد بيراند لوكه تم انتخابها مرة أخرة لتصبح المتحدثة الرسمية باسم الحزب بجانب سياسي آخر في يوليو عام 2015. وبعد يوم واحد من انتخابات البرلمان الألماني لعام 2017 فجرت بيتري مفاجأة خلال المؤتمر الصحفي للبرلمان الألماني بأنها لن تنتمي إلى التكتل البرلماني لحزب البديل من أجل ألمانيا. في نهاية شهر سبتمبر عام 2017 انسحبت بيتري من حزب البديل من أجل ألمانيا بعد أن شرعت في تأسيس الحزب الجديد الحزب الأزرق قبل انتخابات البرلمان الألماني.
إن بيتري عضو في برلمان ولاية ساكسونيا منذ انتخابات برلمان ولاية ساكسونيا لعام 2014. انضمت إلى البرلمان الألماني في عام 2017 كمرشحة مباشرة عن حزب البديل من أجل ألمانيا وكانت دائرتها الانتخابية زاكزنيه شفايتس- أوسترتسجبيرجه. وعلى الرغم من انسحابها المبكر من حزب البديل من أجل ألمانيا ولكنها لم تعد تنتمي لأي تكتل في أي من ولايتها البرلمانية.

## حياتها
وُلدت بيتري في درسدن وكانت والدتها كيميائيًة ووالدها مهندسًا، وتشأت في بلدة شفارتسهايده في منطقة زينفتنبرج في حي كوتبوس.

في مطلع عام 1989 ظل والدها في ألمانيا الاتحادية بعد زيارة، أما فراوكه ووالدتها فانتقلا في عام 1989 قبل سقوط جدار برلين إلى بيرجكامن في دورتموند.
كانت بيتري متزوجة بالقسيس البروتوستانتي زفن بيتري حتى منتصف عام 2015 وكان لديهم أربعة أطفال، وعاشت الأسرة في تاوتنهاين. في ديسمبر عام 2016 تزوجت بيتري بماركوس بريتسل رئيس مقر حزب البديل من أجل ألمانيا في نوردراين- فيستاليا. وفي مايو عام 2017 رُزقا بطفل. تنتظر بيتري استقبال مولودها السادس في شهر يونيو عام 2019.

## دراستها
حصلت بيتري على شهادة الثانوية الألمانية في عام 1995 من ثانوية بيرجكامن الحكومية أينما كان أحد مدرسيها الكاتب هاينريش بويكمان. وبعد ذلك درست الكمياء في جامعة ريدنغ من عام 1995 حتى عام 1998 كطالبة حاصلة على منحة من معهد شتودينشتفتونج ديس ديوتشنفولكس لدراسة بكالوريوس العلوم، ومن عام 1998 حتى عام 2000 حصلت على دبلومة من جامعة جيورج- أوجوست في جوتنيجن. عملت بيتري خلال دراستها في شركتي شيرينج آه جه وباير آه جه.
في عام 2004 حصلت بيتري على الدكتوراه من معهد جوتنجر للصيدلة وعلوم السموم (بالألمانية:Göttinger Institut für Pharmakologie und
Toxikologie) بتقدير جيد جدًا مع مرتبة الشرف، وقدمت رسالة الدكتوراه لكل من جيورج- فريدريش كال وكارن هيرش -ارنست وكان موضوع الدكتوراه عن انتقال البروتين الغشائي ATP من فصيلة البروتينات الغشائية ABCA
.

وبعد ذلك تم تعينها للعمل في معهد الصيدلة والسموم إضافة لكونها باحث ما بعد الدكتوراه في معهد للجينات البشرية، وخلال هذا الوقت أصدرت مقالات عديدة في عدة مجلات متخصصة.
كانت بيتري من عام 1998 حتى عام 2001 عضوة مجلس إدارة منتدى الكيميائيين الشباب التابع إلى الجمعية الكيميائية الألمانية والمتحدثة الرسمية باسمهم من عام 1998 حتى عام 1999. حصلت بيتري على تدريب لتصبح عازفة أورغ وقائدة فرقة موسيقية بجانب عملها.، وكانت من عام 2008 حتى عام 2014 عضوة في فرقة لايبزيج الغنائية (بالألمانية:Leipziger Vocalensembl).

## ريادة الأعمال
أسست بيتري في عام 2007 شركة بورانفنت (بالألمانية:PURinvent GmbH) في حي بلاجفيتس في لايبزيش والتي تقدم نوعًا جديدًا من لدائن بولي يوريثان (HydroPUR) كنوع من مادة كثة لإطارات السيارات. ولقد كان يعمل في هذه الشركة عشرة عاملين فقط لمدة مؤقتة. وتعود فكرة الشركة إلى والدة فراوكه التي كانت مخترعة أيضًا مع بيتري وصرحت بأن «البولي يوريثان الحديثة التي تحتوي على الماء طريقة لتقديمها واستخدامها» (براءة الاختراع الأوروبية رقم 2057233) ولقد تم تكريم بيتري أكثر من مرة بسبب تأسيس شركتها المبتكرة كتكريمها بجائزة (Darboven IDEE-Förderpreis) إضافة إلى دعم مادي بلغ 75.000 يورو وفي خريف عام 2012 نالت وسام استحقاق جمهورية ألمانيا الاتحادية. استثمرت بيتري نحو مليون يورو في الشركة وكان بعض هذا المال من مالها الخاص وبعضه من أموال الجوائز والبعض الأخر من القروض.
في عام 2013 كان من اللازم أن تتقدم بيتري بطلب قرضًا من المحكمة بسبب إفلاس الشركة، وكانت الشركة هي الضمان المُقدم للمؤسسة المانحة للقرض ولربط الشركات  في عام 2014 تملك اتحاد شركات في جنوب ألمانيا شركة بيتري إضافة إلى حصول الشركة على اسم جديد ليصبح (PURinvent System GmbH) مع الإبقاء على أعمال الشركة. وحتى مطلع عام 2016 عملت بيتري كمديرة في شركة جديدة. وعللت بيتري استقالتها بأنها لديها الكثير من الأعمال على المستوى الشخصي والعائلي والمهني. نُشر على الموقع الرسمي لشركة (PURinvent) بأن" بيتري تركت الشركة بالفعل منذ مطلع عام 2016" و" أن الشركة ليس لديها أي صلة بحزب البديل من أجل ألمانيا مطلقًا" ولا تؤيد مواقفه أيضًا".
و قبل انتخابات برلمان ولاية ساكسونيا بثلاثة أيام نشرت تقارير صحفية تحريات النيابة العامة في لايبزيش حول تسويف بيتري للإفلاس ، وتوقعت بيتري نفسها بأن هناك دوافع سياسية خلف إعلان ونشر التحريات قُبيل انتخبات برلمان الولاية. وصرحت قائلة «أن المُصفي القضائي لم يتمكن من كشف أي إشعارات متأخرة». ولم تثبت النيابة العامة فيما بعد أي دليل على تسويف اللإفلاس وبعد وقت قصير أغلقت التحريات.

## حياتها السياسية

### الحزب

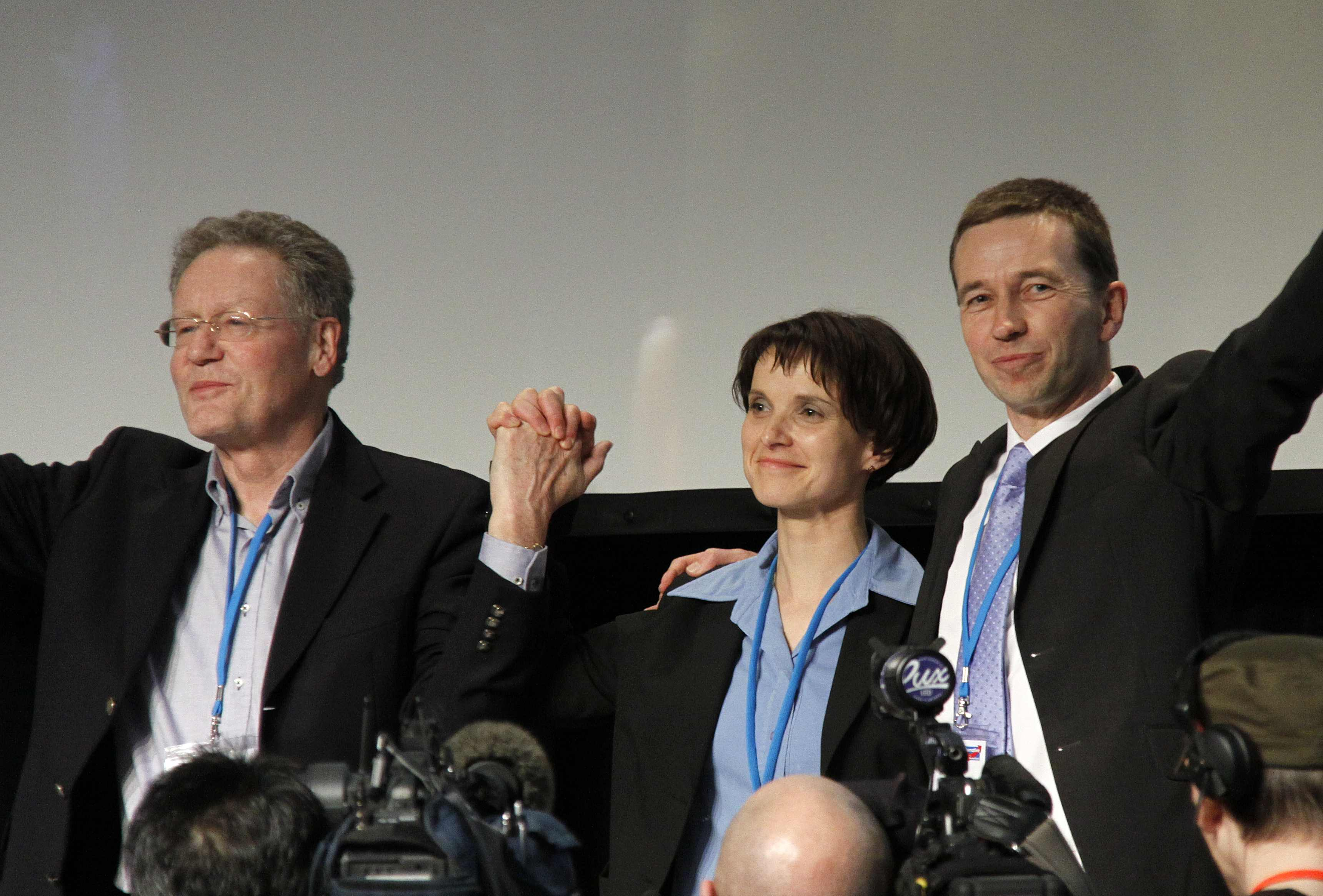
المتحدثون الثلاثة باسم حزب البديل من أجل ألمانيا في المؤتمر التأسيسي الحزب عام 2013 : كونراد آدم وفراوكه بيتري وبيرند لوكه (من اليسار إلى اليمين)

كانت بيتري في البداية مفوضية ولاية ساكسونيا في اتحاد دعم حزب البديل من أجل ألمانيا في انتخابات عام 2013 التي كانت للأعضاء السابقين في الحزب الديمقراطي المسيحي. إن بيتري نائبة المتحدث الرسمي باسم حزب البديل من أجل ألمانيا منذ تأسيسه في شهر فبراير عام 2013 في أوبرغوزل.
اُنتخبت بيتري خلال المؤتمر التأسيسي لحزب البديل من أجل ألمانيا في الرابع عشر من شهر فبراير عام 2013 لتصبح المتحدثة الرسمية باسم الحزب بجانب كلًا من بيراند لوكه وكونراد آدام ، ولكن وفقًا لآراء الملاحظين فإن بيتري ولوكه كان كلاهما الأكثر حضورًا في الرأي العام.
بعد صراع داخل الحزب على السلطة بين القوى المؤيدة للاتجاه المحافظ القومي والقوى المؤيدة للبرالية الاقتصادية تم انتخاب بيتري مرة أخرى في شهر يوليو عام 2015 في يوم اجتماع الحزب في ايسن لتصبح بجانب يورج ماويتن المتحدثة الرسمية باسم الحزب وقد حصلت على ستين صوت تقريبًا. اعتبر علماء السياسة أن تراجع لوكه الذي جاء مرافقًا إلى إعادة تشكيل مجلس الإدراة الاتحادي للحزب يُعد تراجعًا و«تقدمًا» للتيار اليميني في الحزب. وقُبيل مؤتمر اجتماع الحزب في كولن أعلنت في شهر أبريل عام 2017 عن عدولها عن ترشحها في انتخابات البرلمان الألماني عام 2017 كمرشحة بارزة. وبعد اجتماع الحزب قطع كلا من المرشحين البارزين عن الحزب ألكسزندر جاولاند وألس فايدل اتصالهما مع بيتري  التي أعلنت في شهر أغسطس عام 2017 عن استعدادها للحوار مع فايدل وجاولاند. وقبل أسبوع واحد من الانتخابات البرلمانية لعام 2017 ذهبت بيتري إلى جاولاند وفايدل وأعلنوا تفاهمهم للناخبين الذين «مذعورين» من تصريحاتهم.
وصف سياسيون كثيرون مثل لارس جايجس وشتينه مارج وفرانتس فالتر وجودرون هينتيجس  ويورجن ف. فالتر  وفرانك ديكر  بيتري بأنها البطلة حكاية الرئيسة لاتجاه المحافظين القوميين في حزب البديل من أجل ألمانيا. فقدت بيتري منصبها كمتحدثة رسمية باسم مجلس إدارة حزب البديل من أجل ألمانيا باستقالتها في نهاية شهر سبتمبر عام 2017؛ وقد أصبح يورج مويتن المتحدث الوحيد الرسمي.

### البرلمان

#### برلمان ولاية ساكسونيا
كانت بيتري المتحدثة باسم مقر حزب البديل من أجل ألمانيا في ولاية ساكسونيا. وقبل انتخابات البرلمان الألماني بعام 2013 تم انتخابها لتصبح مرشحة بارزة للرابطة الوطنية حاصلة على 89,1 بالمئة من الأصوات. وقد حصل الحزب على 6,8 بالمئة في الصوت الثاني.
و في انتخابات برلمان ولاية ساكسونيا لعام 2014 كانت مرشحة بارزة عن الحزب، وانضمت كمرشحة مباشرة للدائرة الانتخابية 23 (لايبزيشر لاند 1) وحصلت على 10,8 بالمئة من الأصوات بعد مرشحي الحزب المسيحي الديمقراطي ومرشحي حزب اليسار ومرشحي الحزب الاشتراكي الديمقراطي خلال الصوت الأول، وأما على مستوى قائمة الولاية فقد حصلت على فترة ولاية في برلمان ولاية ساكسونيا السادس، أينما تم انتخابها بالاجماع لتصبح رئيسة التكتل البرلماني لحزب البديل من أجل ألمانيا.
كانت بيتري هناك عضو في اللجنة الخاصة بالميزانية والمالية.، ولكن بعد انسحابها من التكتل لم تعد تنتمي إلى أية لجان تخصصية.
في السادس والعشرين من شهر سبتمبر عام 2017 غادر كل من بيتري والمدير التنفيذي البرلماني للحزب أوفيه فولتتسر ونائب رئيس التكتل البرلماني كريستن موستر تكتل حزب البديل من أجل ألمانيا مستقلين من مناصبهم، وقد غادر أيضًا عضوان برلمانيان التكتل على غرار هذه الأحداث. وقد انضم الخمسة أعضاء المنسحبين من ولايتهم البرلمانية إلى تكتل المجموعة الزرقاء معًا. وبسبب أن برلمان ولاية ساكسونيا لا يقر بالمجموعات؛ فقد كان من الضروري وجود عضوين آخرين من أجل تشكيل تكتل.

#### البرلمان الألماني
فازت بيتري في انتخابات البرلمان الألماني عام 2017 كمرشحة مباشرة عن الدائرة الانتخابية شفايتس- اوسترتسجبرجيه الواقعة في ولاية ساكسونبا وقد تغلبت على كلاوس بريمج مُرشح الحزب المسيحي الديمقراطي عن تلك الدائرة الانتخابية لسنوات عديدة حيث حصلت على 37,4 بالمئة خلال الصوت الأول. وفي اليوم التالي للانتخابات أعلنت بيتري بأنها لن تكون ضمن التكتل البرلماني لحزب البديل من أجل ألمانيا وستكون مرشحًة فرديًة كما أنها انتقدت ألكزندر جاولاند بشكل لاذع بسبب هجومه خلال عشية الانتخابات. وو وفقًا لموقع كوريكتيف الإخباري فإن هذه الخطط التي من هذا القبيل موجودة منذ شهر أبريل عام 2017 ولا تنتمي لحزب البديل من أجل ألمانيا. وطالب كل من أندريه بوجنبورج رئيس تكتل حزب البديل من أجل ألمانيا في برلمان ولاية ساكسونيا وكذلك اليس فايدل المرشحة المباشرة للحزب في البرلمان الألماني بيتري بالانسحاب من الحزب. في نهاية شهر سبتمبر عام 2017 انسحبت بيتري من حزب البديل من أجل ألمانيا بعد أن شرعت بالفعل في تأسيس الحزب الأزرق قبل انتخابات البرلمان الألماني.
لدى بيتري ولايتين في برلمان ولاية ساكسونيا والبرلمان الألماني وهذا يجوز من الناحية القانونية ولكن وفقًا لآراء بعض الخبراء المهنين فإن هذا لا يمكن تحقيقه.

### أخرى
تشارك بيتري بشكل تطوعي في مجمع مدرسي إبداعي يهتم بأوضاع الدراسة في جنوب أفريقا، وقد نالت بيتري جائزة الشخصية المؤسسة لولاية ساكسونيا في عام 2011 بسبب وجودها الناجح في هذا المجال الذي يهيمن عليه الرجال. وفي عام 2012 كانت عضو لجنة التحكيم لتلك الجائزة.

## نزاعات قانونية

### إقرار بالإهمال
وجب على بيتري في شهر ديسمبر عام 2015 أن تقدم إقرار بالإهمال ضد جامعة دريسدن التقنية، وأكدت بيتري أن الجامعة هددت العاملين بإجراءات تأديبية في حالة مشاركتهم في مظاهرات أو نشرهم أية مستندات لازمة، فهذه المستندات لا يمكنهم تقديمها.

### تحريات جنائية
صرحت بيتري في شهر نوفمبر عام 2015 أمام لجنة التحريات الانتخابية لبرلمان ولاية ساكسونيا حول اتهام أرفيد زامتليبن زميلها في الحزب قائلة بأنه انسحب من انتخابات الحزب لقائمة الولايات بعد أن رفض اقراض الحزب. اكدت وأقسمت بيتري أمام اللجنة بشكل مخالف لإدعاءات زميلها قائلة سنكتشف بعد قرابة عام من الانتخابات من الذي اقترض بالفعل، حيث أنها لم توقع على جميع العقود بنفسها. وأشار أندريه شولباخ سياسي حزب اليسار أن بيتري تشهد شهادة زور. في التاسع والعشرين من شهر أغسطس
لعام 2017 رفع برلمان ولاية ساكسونيا الحصانة السياسية عن بيتري إضافة إلى قيام النيابة العامة في دريسدن بتحريات عنها وإصدار إتهامات إليها في شهر أكتوبر. بعد حصولها على ولاية في البرلمان الألماني حصلت بيتري مجددًا على حصانة سياسية التي رفعها البرلمان الألماني مرة أخرى عنها، حيث في الثامن عشر من يناير عام 2018 سُحبت حصانتها السياسية كعضو في البرلمان الألماني.

## مواقفها السياسية

### اتجاه سياسية المهاجرين وقانون اللجوء ومحاربة الجريمة والاتحاد الأوروبي
طالبت بيتري في مقابلة لها مع صحيفة تورينجيش لاندستساينونج الألمانية في عام 2013 بسلطة أقل للاتحاد الأوروبي وأعربت عن استيائها اتجاه تحرر أوروبا من الديمقراطية، وصرحت " أنه ينبغي أن يتم إدراج "المضطهدين سياسيًا" ضمن قانون اللجوء وأن يكون لهم حق في العمل وبالنسبة إلى"الأغلبية " التي تأتي من أجل "اللجوء الاقتصادي" فيجب أن تُسن" لوائح قانونية واضحة" لهم، ويجب أن يتم تنظيم الهجرة "وفقًا لاحتياجنا نحن". في عام 2014 طالبت بيتري فيما يتعلق بقانون حق اللاجئين في العمل بأن يتم عمل حصر خلال فحص الأولوية (أي إثبات أن لن يتمكن مواطنًا من الاتحاد الأوروبي شغل هذه الوظيفة).
صرحت بيتري في نهاية شهر يناير (كانون الثاني) عام 2016 في حوار لها مع جريدة مانهايمر مورجن بأنه يجب على ضابطي الحدود منع عبور الحدود بشكل غير قانوني وكذلك استخدام الأسلحة النارية في الحالات الأكثر خطورة وذلك طبقًا للقانون الخاص بالقسر الغير المحدود لاستخدام العنف خلال تأدية موظف سلطته مطبقًا قوانين الاتحادية. وقد عارضت نقابة الشرطة تحليلها للأوضاع القانونية. ووفقًا للناشط القانوني كريستوف شونبرجر فإن تطبيق استخدام الشرطة للأسلحة يمكن«تحقيقه نظريًا»، إن استخدام الأسلحة غير متناسب عندما يحاول شخص أعزل غير عدائي العبور لألمانيا، كما أن القانون به تكتلات حيث يمكن للشخص التهرب بشكل منهجي. أشار الصحفي يعقوب أوجشتاين إلى حكم المحكمة الاتحادية لعام 1988 الذي ينص أن استخدام الأسلحة النارية على الحدود يُعد قانونيًا فقط في حالة «المجمرمين الخطرين».
و علقت بيتري على نتيجة الانتخابات الرئاسية الفرنسية 2017 لمارين لوبان التي كانت مُرشحة عن حزب الجبهة الوطنية الفرنسي قائلة " على الرغم من العداء الشديد ولكن حصلت مارين لوبان على نتائج انتخابية مثيرة للإعجاب التي أود أهنئها عليها حتى لو لم تكسب في النهاية.

### اتجاه المعاداة السامية
تحدثت بيتري في مقابلة صحفية لها مع جريدة إسرائيلية في شهر أبريل عام 2016 ضد المعاداة السامية وانتقاد إسرائيل، وأكدت بشكل إيجابي خاصة على سياسة الأمن الاسرائلي والتحكم في الحدود. ووقفًا لبيتري فإن المرء يتحدث في ألمانيا عن «الديمقراطية المسلحة» ثم يقوم بفتح الحدود. وقد قيم عالما السياسة مارس جريم وبودو كامان تصريحات بيتري السياسية الإيجابية حول إسرائيل بأنها مثل ساسة الاتجاه اليميني الشعبوي المتطرف في أوروبا يهدفون بشكل تكتيكي سياسي للحصول على حصانية ضد الانتقادات التي يحصل عليها حزب البديل من ألمانيا بسبب سياسته العدائية اتجاه المهاجرين، فالسياسة الاسرائلية بالنسبة لها جدال من أجل غلق الحدود الألمانية. ووفقًا لبيتري فإن المقارنة بين الأوضاع الأمنية بين ألمانيا وإسرائيل وصفته بشئ «سخيف». وأيضًا في عام 2016 دخلت بيتري في خلاف حول مقال فولفجانج جيئودن عضو حزب البديل من أجل ألمانيا في بادن فوتنبرج والذي كان يدور حول معاداة السامية والصهيونية، وقد اعتبرت بيتري أن آراء جيئودن لم تعد متفقة مع حزب البديل من أجل ألمانيا.

### اتجاه السياسة السكانية والإجهاض
و وفقًا لما نشرته صحيفة نوين أوزنبروكر تسايتونج وصحيفة نوين فيستفلاشن تسايتونج صرحت بيتري في عام 2014 بأن بإمكانها إقامة استفتاء شعبي حول إصلاح المادة 218 من قانون العقوبات والتي تدور حول الإجهاض، فقد يكون هذا التغير وسيلة للحد من إنخفاض عدد المواليد في ألمانيا فالسياسة لديها مسؤلية خاصة لضمان «بقاء الشعب» في أمان، فمن أكثر الأشياء التي المرغوب فيها أن يكون للأسرة الألمانية ثلاثة أطفال. أوضحت بيتري أن المتحدث الرسمي باسم الحزب أكد أن الحزب يؤيد فكرة قرار الشعب في المواضيع المهمة مثل الهجرة والنقد وإصلاح الاتحاد الأوروبي، وقالت أنها يمكنها أن تتخيل شخصيًا استفتاء حول إصلاح قانون الإجهاض دون وجود أي قرار من الحزب تحت أي ظرف. وفي مقابلة مع جريدة هاندلسبلات أنكرت أنها تطالب شخصيًا إجراء استفتاء شعبي في قضية الإجهاض حيث هذا كله ما أكثر من «إشاعات صحفية كاذبة» وقالت أن قضية الإجهاض يمكن ذكرها كمثال لإستفتاءات محتملة لمواضيع ذات خلفية أخرى.

### اتجاه اليوم العالمي للمرأة والنساء والرجال في ميدان العمل وحصة النساء
في اليوم العالمي للمرأة لعام 2011 وُصفت بيتري لكونها رائدة أعمال بأنها «مدافعة عن حقوق المرأة في المجال الاقتصادي». وقالت أن يوم المرأة العالمي بالنسبة لها كامرأة ولدت في درسدن عام 1975 مهم بالنسبة لزوجها الذي من نوردراين-فيستفالن و«إن المرء يحتاج هذا التاريخ من أجل أن يعود بقضية مساواة اجتماعية إلى الوسط بشكل عقلي». وقد انتقد بيتري ميادين العمل«ذات الطابع الذكوري»، فرواد الأعمال الذكور لا يسألون البنك أبدًا عن كيفية الاعتناء بأطفالهم بل «بأي التعليلات؟»، انتقدت بيتري أيضًا مواعيد العمل التي يحدد أغلبها الرجال فالرجال فخورون «بساعات العمل الإضافية» دون أن يضعوا في اعتبارهم إذا يعملون بشكل فعال، في شهر نوفمبر عام 2014 لم تعد بيتري تجد أن حصة النساء في الشركات طريقًا صحيحًا للوصول للمساواة الحقيقية.

## التصنيف السياسي والنقد
وصف كل من علماء الاجتماع يازمين زيري وأندرياس كيمبر بيتري من خلال مواقفها كسياسية في حزب البديل من أجل ألمانيا بأنها مناهضة لحقوق المرأة بينما حدد زابينا هارك وباوليه-ايرينا فيله بأن بيتري وكثير غيرها لا يسعون لمناهضة تاريخية لحقوق المرأة بل لحشد الجموع ضد مفهوم النوع. يرى الباحث الاجتماعي ألكزندر هويسلار أن بيتري تستخدم «مفردات التيار اليميني» مثل التي تحدثت بها مع معارضي حركة أنتيفاتن- أنتيفاتن هي كلمة يٌشار بها في مجال التيارات اليمينية ككلمة سب إلى معارضي الفاشية. اقترحت بيتري إعادة استخدام مصطلح «قومي» (بالألمانية:völkisch)«بصورة إيجابية مرة أخرى» بعد ما تصبغ به بسبب الاشتراكية القومية والحركات القومية إضافة لحذف محتواه العنصري الذي يتنقده دائمًا علماء السياسة.

## الجوائز والأوسمة
- 2007: جائزة ساينس فور لايف[87][88]
- 2008: حصلت على المركز الثاني في جائزة المؤسس التابعة لمبادرة فيوتشر زاكز
- 2008: جائزة المؤسس من شباركازه لايبزيش
- 2008: جائزة الابتكار لمعدل الذكاء في ألمانيا
- 2009: جائزة داربوفن للأفكار[89][90][91]
- 2011: جائزة المؤسس في ولاية ساكسونيا مُقدمة من وزارة الشؤون الاجتماعية وحماية المستهلك فس ساكسونيا [12][57]
- 2012: وسام استحقاق جمهورية ألمانيا الاتحادية[22][92]

## مؤلفاتها
- Paultheo von Zezschwitz, Frauke Petry, Armin de Meijere: A One-Pot Sequence of Stille and Heck Couplings: Synthesis of Various 1,3,5-Hexatrienes and Their Subsequent 6π-Electrocyclizations. In: Chemistry – A European Journal, 2001, Vol. 7, Nr. 18, S. 4035–4046, دُوِي:10.1002/1521-3765(20010917)7:18<4035::AID-CHEM4035>3.0.CO;2-P, PMID 11596946.
- Frauke Petry, André Kotthaus, Karen I. Hirsch-Ernst: Cloning of human and rat ABCA5/Abca5 and detection of a human splice variant. In: Biochemical and Biophysical Research Communications, 2003, Vol. 300, Nr. 2, S. 343–350. doi:10.1016/s0006-291x(02)02827-9
- Frauke Petry, Vera Ritz, Cornelia Meineke, Peter Middel, Thomas Kietzmann, Christoph Schmitz-Salue, Karen I. Hirsch-Ernst: Subcellular localization of rat Abca5, a rat ATP-binding-cassette transporter expressed in Leydig cells, and characterization of its splice variant apparently encoding a half-transporter. In: Biochemical Journal, 2006 Vol. 393, Nr. 1, S. 79–87. doi:10.1042/BJ20050808
- Ines Ecke, Frauke Petry, Albert Rosenberger, Svantje Tauber, Sven Mönkemeyer, Ina Hess, Christian Dullin, Sarah Kimmina, Judith Pirngruber, Steven A. Johnsen, Anja Uhmann, Frauke Nitzki, Leszek Wojnowski, Walter Schulz-Schaeffer, Olaf Witt et al.: Antitumor effects of a combined 5-aza-2'deoxycytidine and valproic acid treatment on rhabdomyosarcoma and medulloblastoma in Ptch mutant mice. In: بحوث السرطان, 2009, Vol. 69, Nr. 3, S. 887–895, doi:10.1158/0008-5472.CAN-08-0946, PMID 19155313.

## كتابات
- Constantin Magnis: Als sie noch zur Schule gingen. Lehrer erinnern sich an die Jugend von Angela Merkel, Sigmar Gabriel, Gregor Gysi und anderen Politikern (= Rowohlt Rotation). Rowohlt E-Book, Reinbek 2016, ISBN 978-3-644-05361-8.
- Martin Machowecz, Paul Middelhoff und Valerie Schönian, Die Gejagte, in: دي تسايت Nr. 35/2017, Recht & Unrecht, S. 12

## معرض الصور

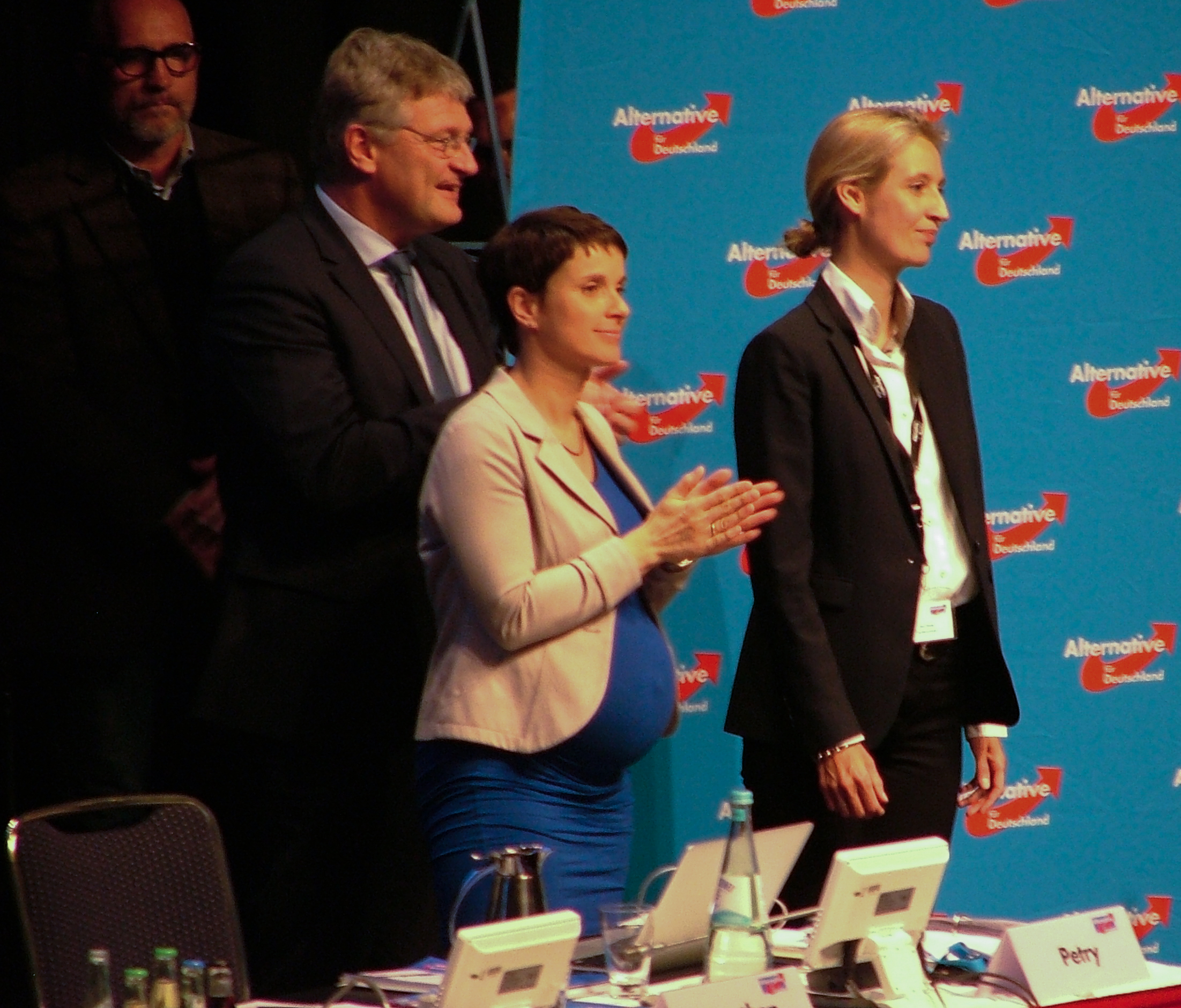
فراوكه بيتري بجانب أعضاء حزب البديل من أجل ألمانيا خلال يوم اجتماع الحزب في كولن في عام 2017
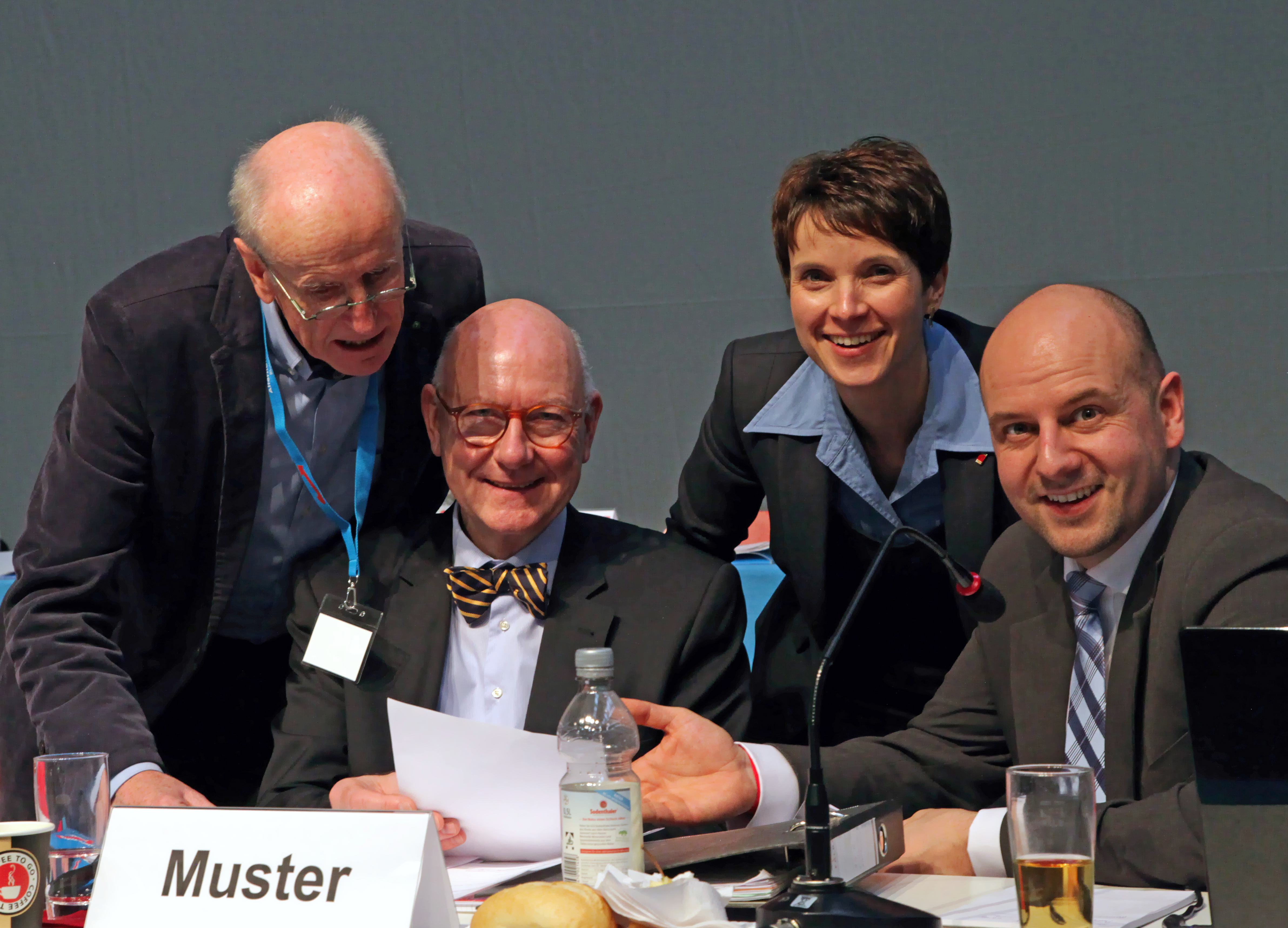
فراوكه بيتري مع ألبرشت جالزر وميشائيل موستر عام 2014
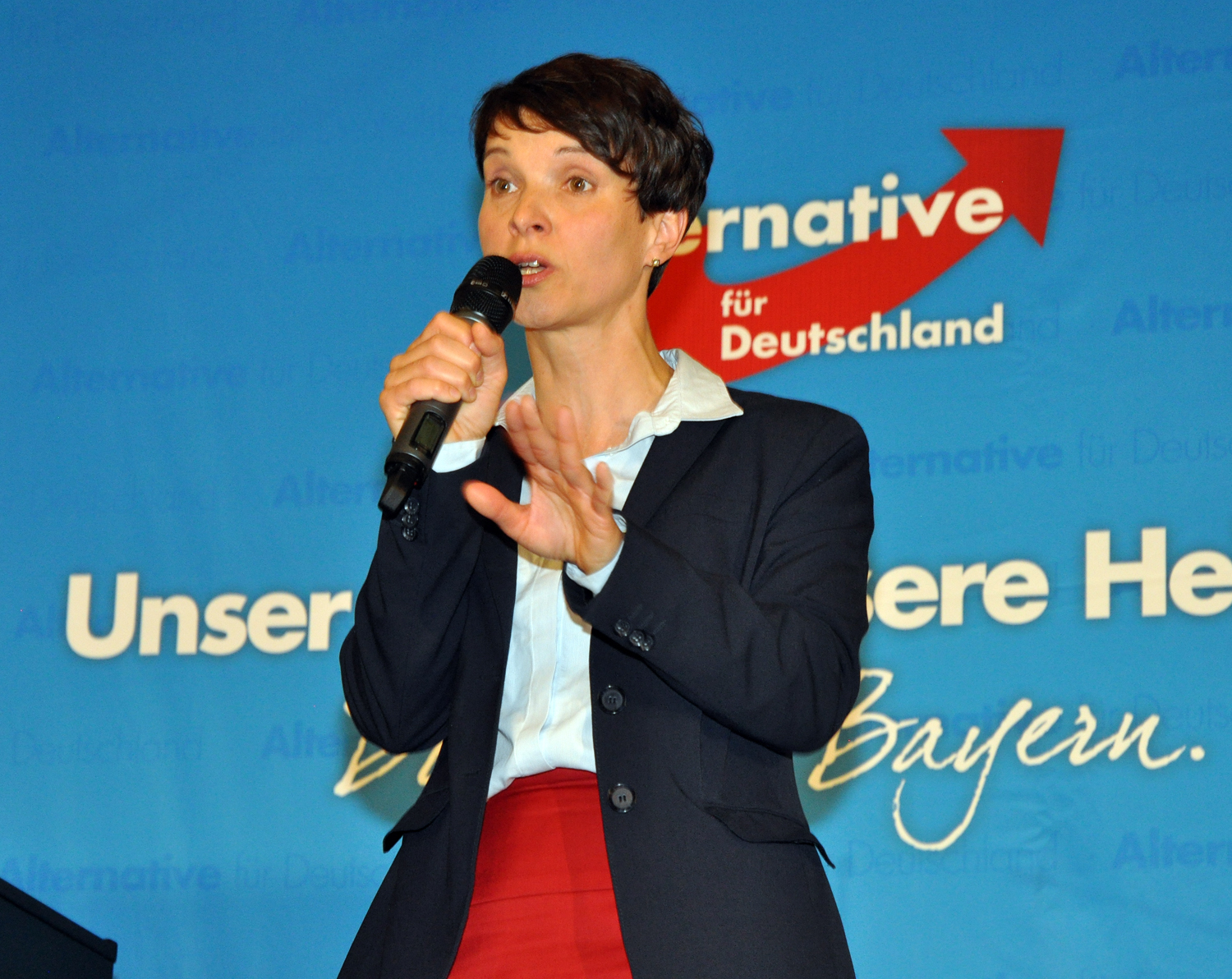
فراوكه بيتري في عام 2016
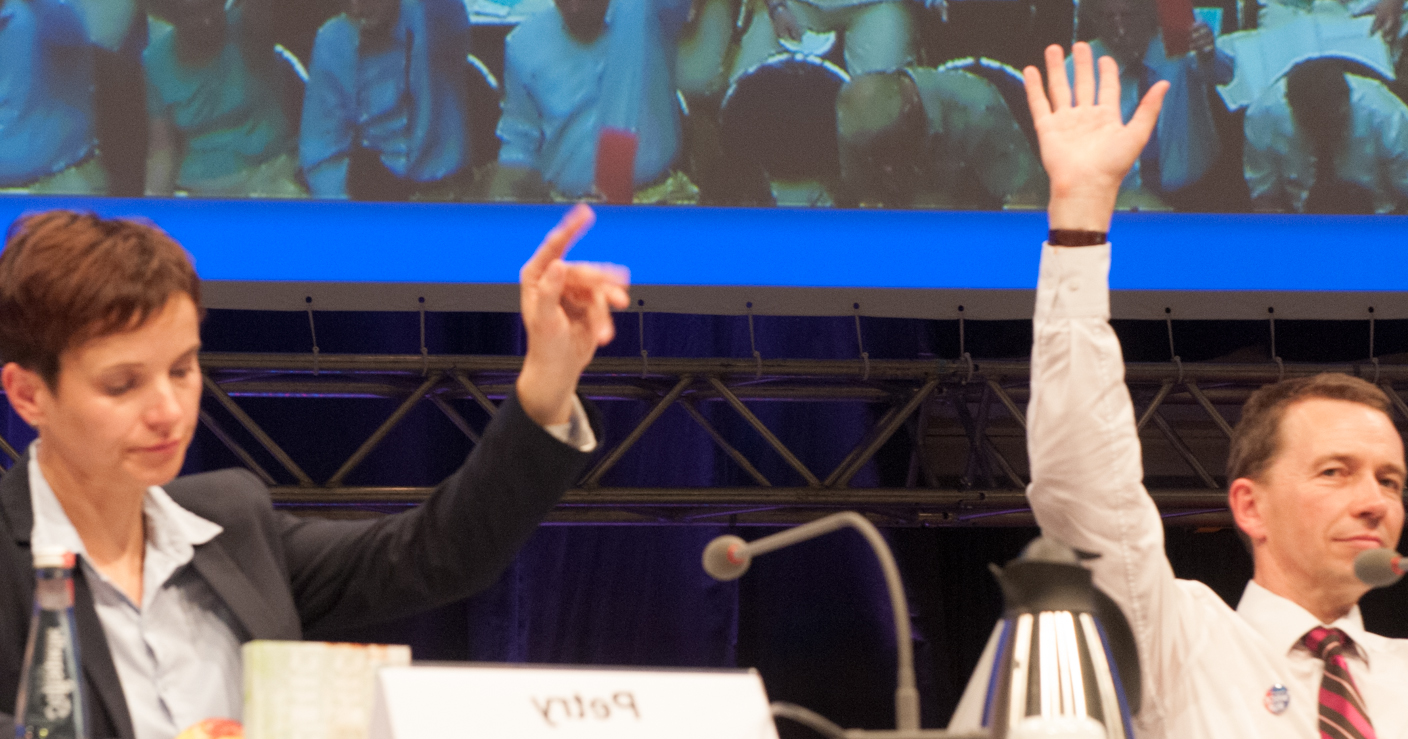
فراوكه بيتري خلال اجتماع حزب البديل من أجل ألمانيا في إيسن في عام 2015
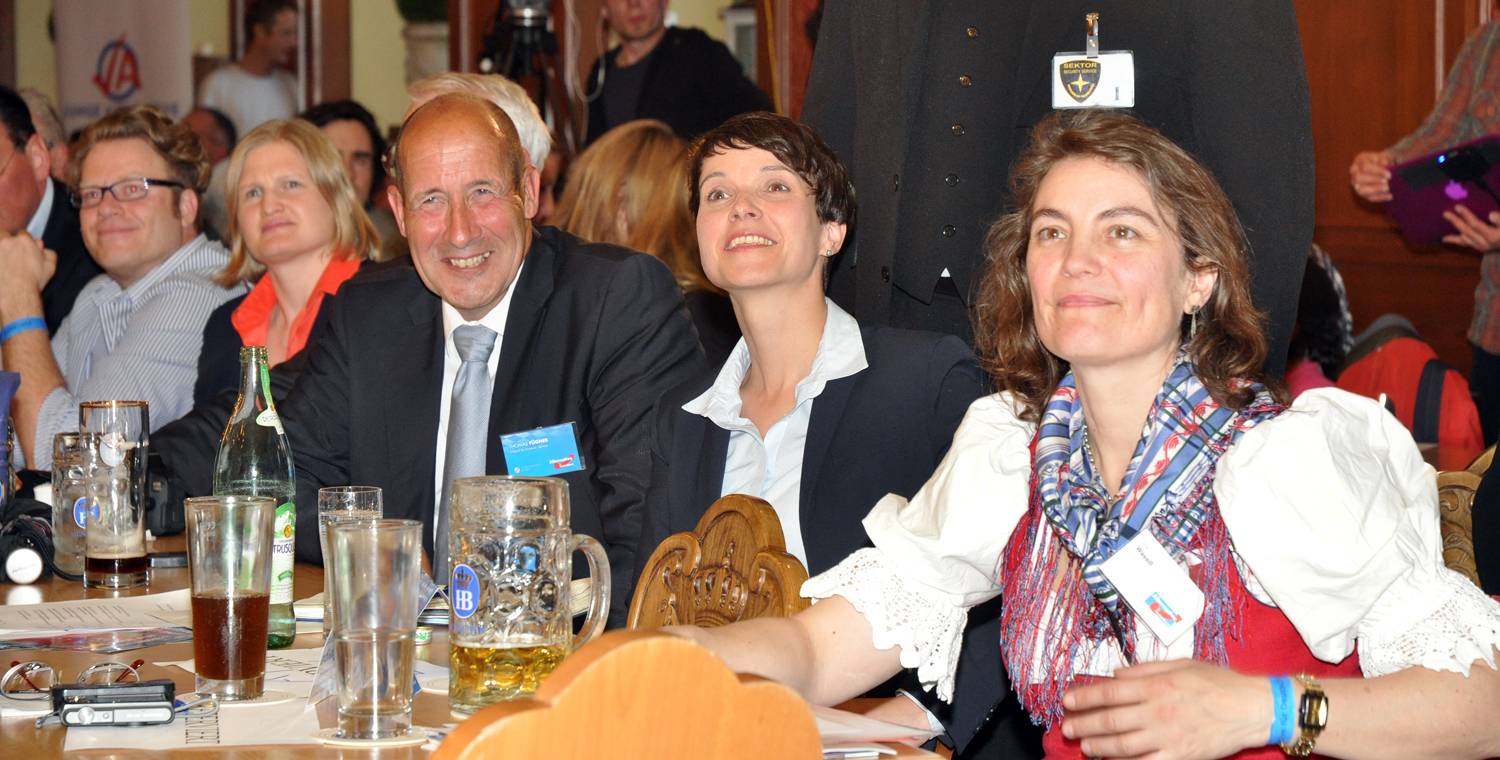
فراوكه بيتري (في الوسط) بجانب توماس فونجر (يسار) وإريس فاسيل (يمين) خلال تجمع لحزب البديل من ألمانيا في ميونخ عام 2016
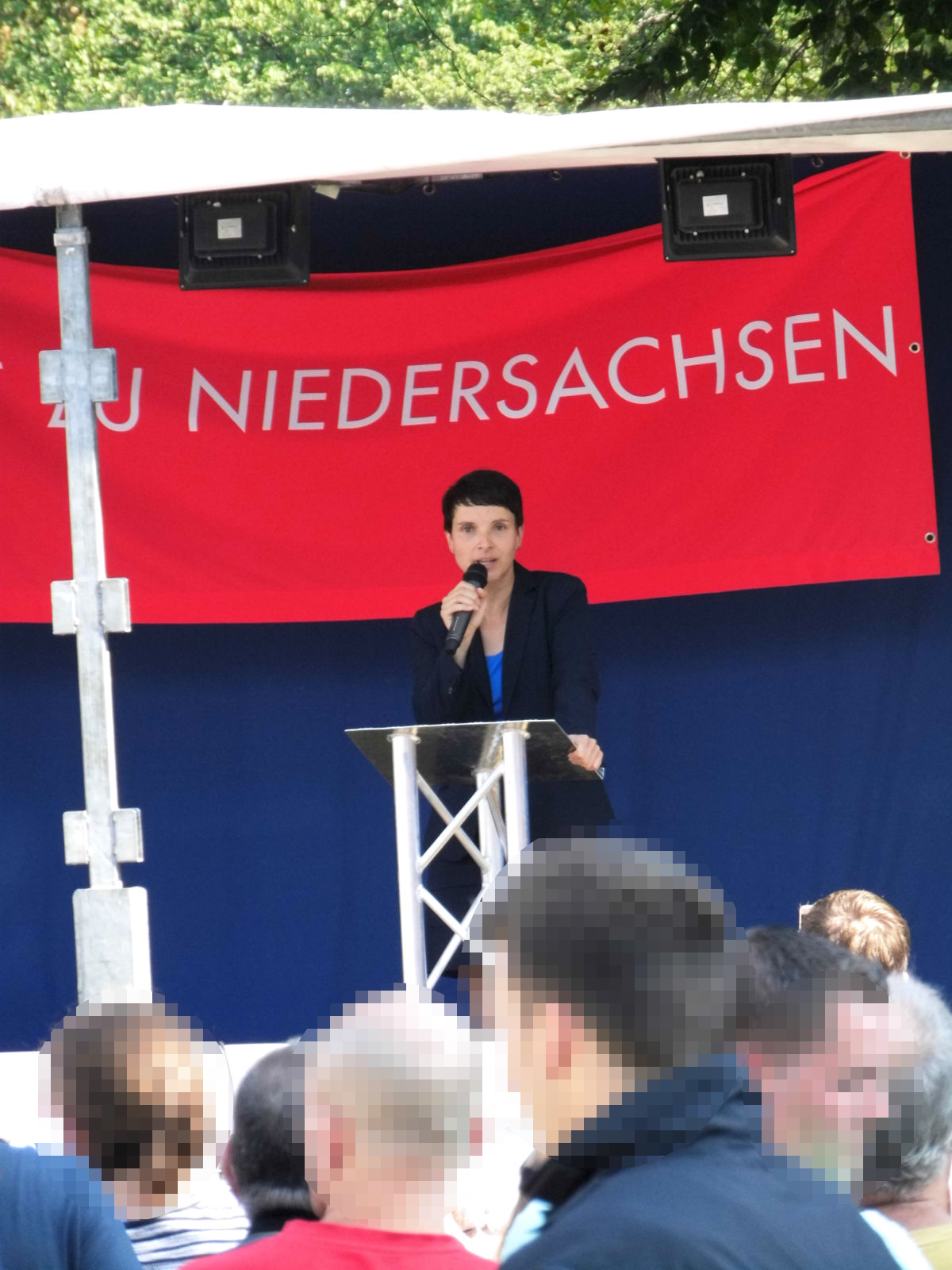
فراوكه بيتري كمتحدثة باسم حزب البديل من أجل ألمانيا خلال فاعلية لانتخابات الحزب
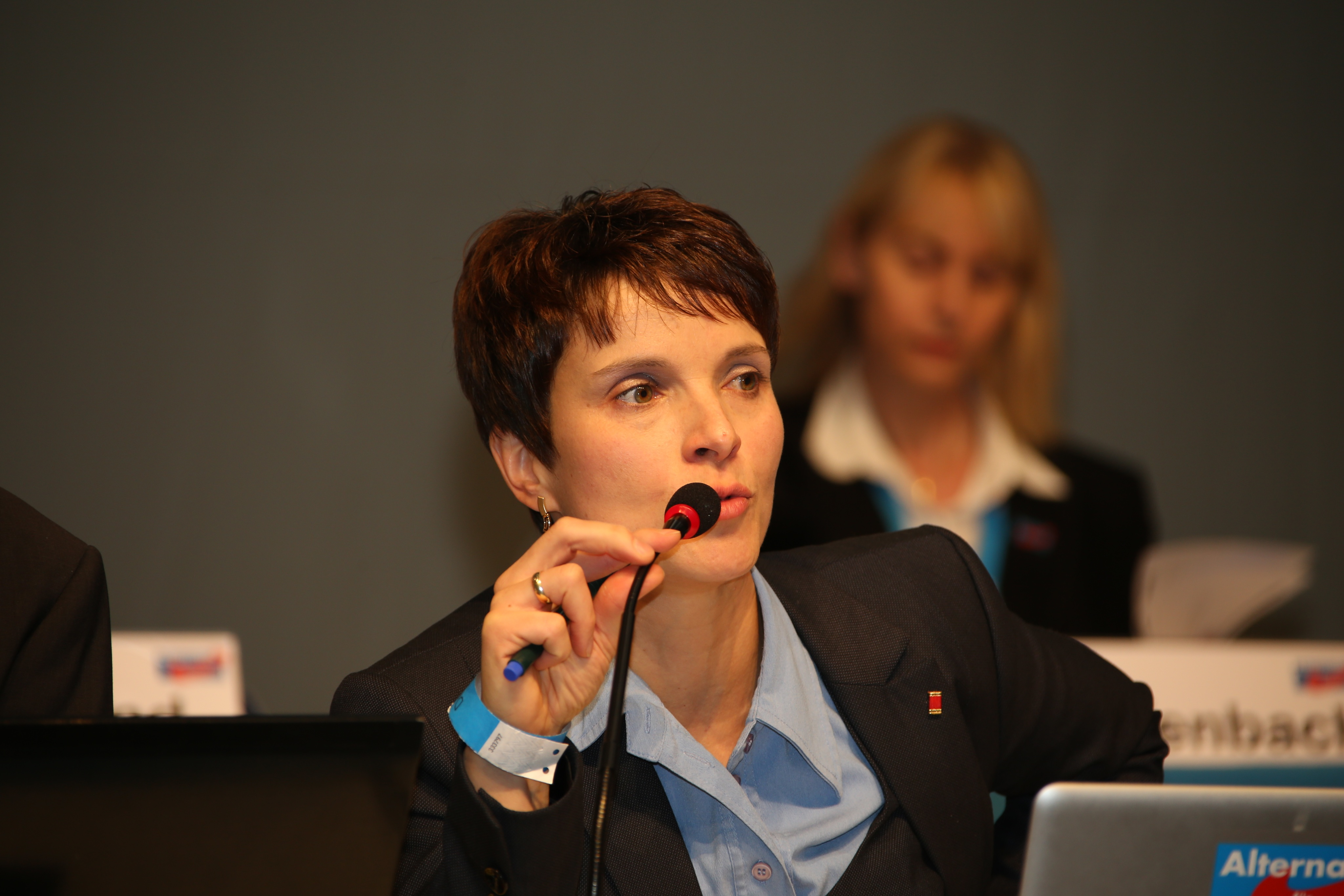
فراوكه بيتري
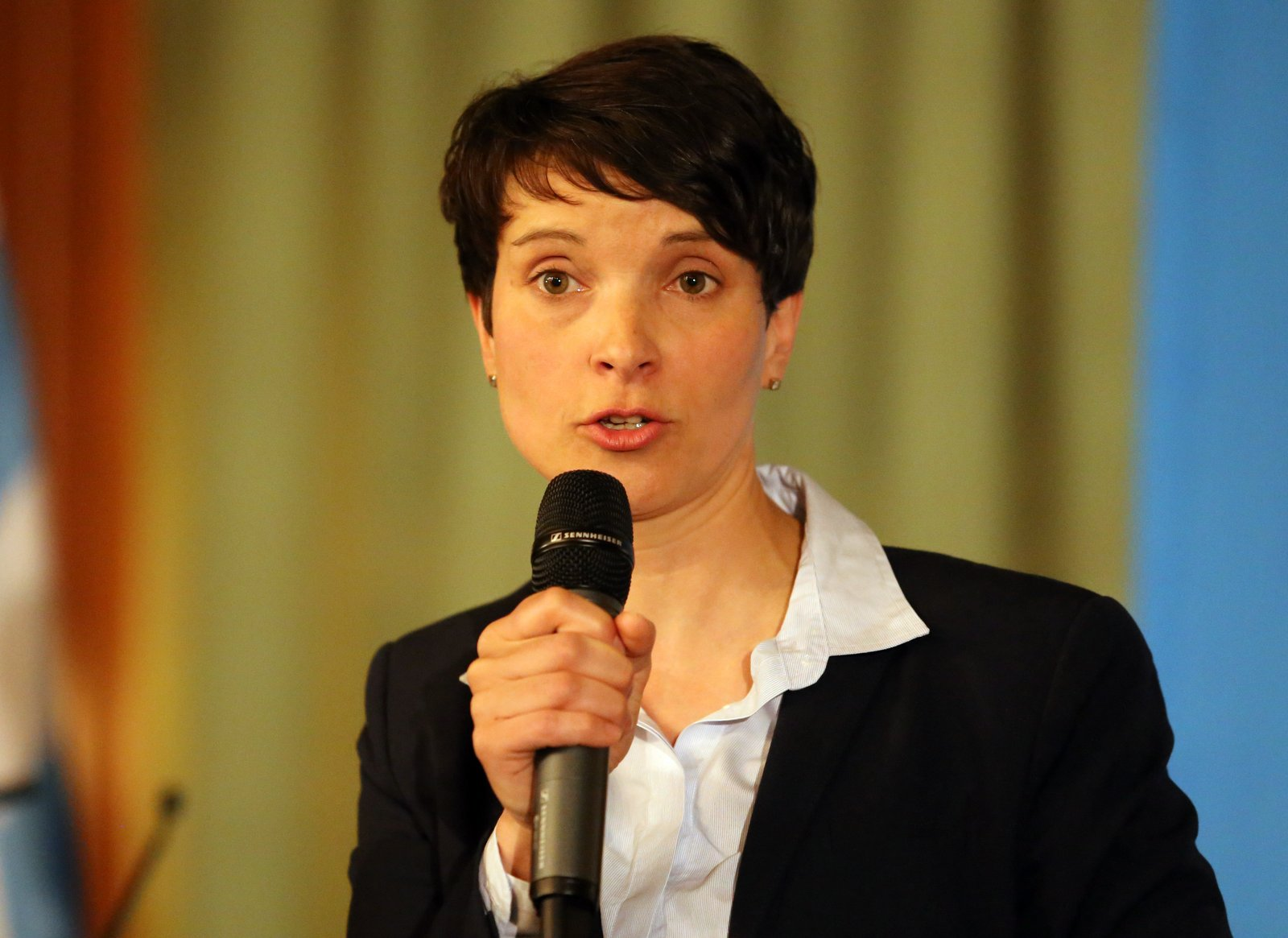
فراوكه بيتري عام 2016
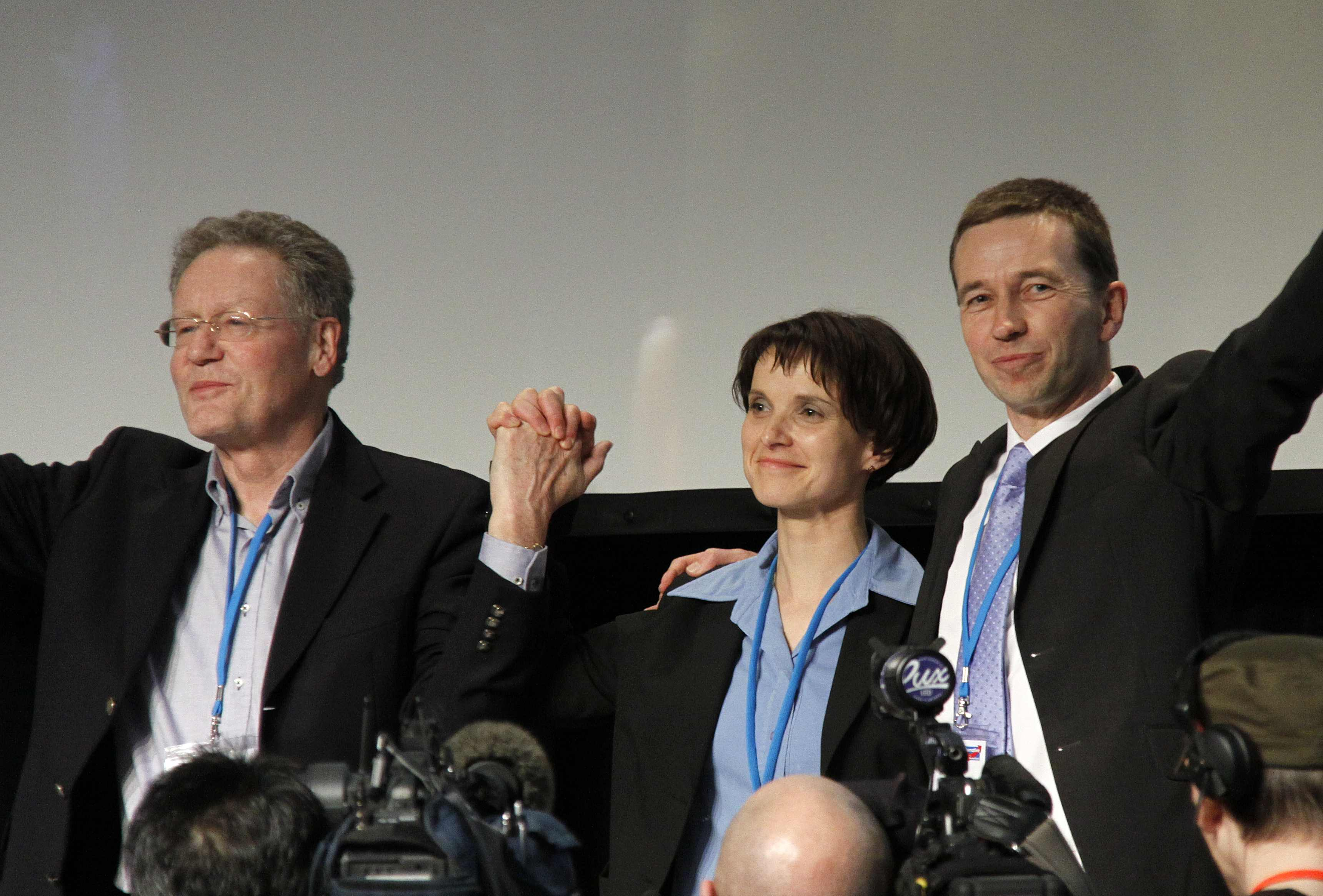
المتحدثون الثلاثة باسم حزب البديل من أجل ألمانيا في المؤتمر التأسيسي الحزب عام 2013 : كونراد آدم وفراوكه بيتري وبيرند لوكه (من اليسار إلى اليمين)

## وصلات خارجية
- فراوكه بيتري على موقع مونزينجر (الألمانية)
- السيرة الذاتية لبيتري على الموقع الرسمي للبرلمان الألماني (باللغة الألمانية)
- السيرة الذاتية لفراوكه بيتري على موقع برلمان ولاية ساكسونيا الرسمي (باللغة الألمانية)
- الموقع الرسمي لفراوكه بيتري
- أعمال عن ومن فراوكه بيتري على موقع Deutschen Nationalbibliothek(باللغة الألمانية)
- مؤلفات بيتري الطبية على موقع (medizinischen Datenbank (PubMed